# Robert Walser (musicologue)
Pour l’article homonyme, voir Robert Walser (écrivain).
Robert Walser est un musicologue américain lié au mouvement de la « New Musicology » et spécialiste du jazz et de la musique populaire en général. Il a contribué notamment à 28 articles dans le dictionnaire de la musique anglo-saxon de référence The New Grove, dont l'article principal consacré à la musique populaire d'Amérique du Nord. Il est également  l'auteur de l'ouvrage consacré à la musique heavy metal Running With the Devil: Power, Gender, and Madness in Heavy Metal Music. Il intervient également en tant que spécialiste de la question dans le documentaire vidéo Metal: A Headbanger's Journey. Walser est actuellement professeur à l'université du Minnesota.
Il a également travaillé en tant qu'expert pour plus de 250 cas de violation de droit d'auteur musicaux. Walser est marié à la musicologue féministe Susan McClary, une des figures importantes de la New Musicology.

## Publications
- Running With the Devil: Power, Gender, and Madness in Heavy Metal Music, 1993  (ISBN 0-8195-6260-2)
- (éd.) Keeping Time. Readings in Jazz History, Oxford University Press, 1999[2]